# Флаг Чкаловского
Флаг внутригородского муниципального образования муниципальный округ Чка́ловское в Петроградском районе города Санкт-Петербурга Российской Федерации — опознавательно-правовой знак, служащий официальным символом муниципального образования и знаком единства его населения.
Ныне действующий флаг утверждён 12 октября 2006 года и внесён в Государственный геральдический регистр Российской Федерации с присвоением регистрационного номера 2460.

## Описание
«Флаг муниципального образования муниципальный округ Чкаловское представляет собой прямоугольное полотнище с отношением ширины флага к длине — 2:3, воспроизводящее композицию герба муниципального образования муниципальный округ Чкаловское в красном, белом и жёлтом цветах».
Геральдическое описание герба гласит: «В червлёном (красном) поле три пониженных узких отвлечённых волнистых серебряных пояса — средний короче верхнего, нижний короче среднего и над ними — возникающий из верхнего пояса золотой лев, держащий в лапах золотую дубовую ветвь с тремя листами и тремя желудями, сопровождаемый вверху — золотым летящим вправо соколом, воздевшем и распростёршем крылья».

## Символика
Золотой лев — фрагмент родового герба Елагиных, а три серебряные волны под ним (большая, малая и средняя) — Большая, Малая и Средняя Невки. Дубовая ветвь в лапах у льва — наличие трёх крупных садово-парковых комплексов. Кроме того она символизирует дуб, посаженный по преданию Петром I на Каменном острове. В 2003 году, к 300-летию города, от жёлудя этого дуба был посажен молодой дубок. На территории современного Центрального парка культуры и отдыха имени С. М. Кирова имеются скульптуры сторожевых львов — у Елагина дворца (два чугунных льва, скульптор И. П. Прокофьев) и на стрелке Елагина острова (последние выполнены из пудостского камня в XIX веке и перенесены в 1926 году от бывшей дачи Строганова на Чёрной речке, архитектор Л. А. Ильин).
Золотой лев — это и военная история современной территории муниципального образования муниципальный округ Чкаловское. На месте современной Пионерской улицы располагалась в XVIII веке Колтовская слобода, названная так по названию Невского гарнизонного полка (именовавшегося до 6 ноября 1727 года — Колтовским, по фамилии его командира Петра Колтовского). Кроме того, в конце XVIII — начале XIX веков в западной части Крестовского острова располагались артиллерийские батареи. По их расположению получила своё название Батарейная дорога (позднее — Морской проспект). На территории современного муниципального округа располагалась Зелейная («зельем» в старину назывался порох) слобода. В 1710 году по указу Петра I был основан казённый Пороховой завод, начавший свою работу в 1714 году. В 1777 году дорога, ведущая из Петропавловской крепости в слободу получила название Зелейной улицы.
Золотой летящий сокол — олицетворяет название муниципального образования в честь В. П. Чкалова — советского лётчика, Героя Советского Союза, который с 1927 по 1931 годы жил на улице Всеволода Вишневского, 21. В 1951 году на доме была установлена мраморная мемориальная доска. В память о прославленном лётчике установлены два бюста (один из них — у входа на станцию метро Чкаловская, другой — на пересечении Чкаловского проспекта и Пионерской улицы). На территории муниципального образования располагается высшее военно-учебное заведение — Военно-космическая академия имени А. Ф. Можайского.
Жёлтый цвет (золото) — верховенство, величие, слава, интеллект, постоянство, справедливость, добродетель, верность, уважение, великолепие .
Белый цвет (серебро) — совершенство, простота, правдивость, благородство, чистота помыслов, невинность, непорочность, мудрость, мир.
Красный цвет — право, мужество, любовь, храбрость.
Сочетание красного, жёлтого и белого цветов (цвета флага города Санкт-Петербурга) символизируют вхождение муниципального образования муниципальный округ Чкаловское в состав города Санкт-Петербурга.

## История
Первый флаг муниципального округа № 63 (название муниципального округа Чкаловское до октября 2002 года) был утверждён 7 октября 1999 года постановлением Муниципального Совета муниципального образования № 63 № 19/5 «О утверждении положения об официальных символах Муниципального образования Муниципального округа № 63».
Авторы флага: Сергей Михайлович Купченко (на момент принятия флага — заместитель Главы муниципального округа), Владимир Владимирович Вдовенко и Владимир Алексеевич Бородин. Описание флага гласило:

Флаг Муниципального образования Муниципального округа № 63 — трёхцветное прямоугольное полотнище. Официальными цветами флага Муниципального образования Муниципального округа № 63 являются зелёный, голубой, символизирующие экологический баланс воды, флоры и фауны, и красный, указывающий на территориальную принадлежность Муниципального образования Муниципального округа № 63. В центре полотнища — герб Муниципального образования Муниципального округа № 63. Отношение ширины флага к его длине 1:2.

Изображённый на флаге герб представляет собой геральдический щит с золочёной каймой. В верхней части на зелёном поле золочёная надпись: Муниципальное образование Муниципального округа № 63. Ниже щит разделяется надвое по вертикали. В левой части на красном поле герб Санкт-Петербурга, указывающий на территориальную принадлежность Муниципального образования Муниципального округа № 63. В правой части на общем голубом поле — абстрактное изображение солнца, стеблей и листьев, растущих из воды и бережно поддерживающих их человеческих рук — символизирующие экологическую чистоту Муниципального образования Муниципального округа № 63.
Данный флаг, как не соответствующий российским геральдическим нормам, был заменён 12 октября 2006 года ныне действующим флагом. Несмотря на утверждение нового флага, постановление от 7 октября 1999 года отменено не было.